# آدا براون
آدا براون (بالإنجليزية: Ada Brown)‏ هي مغنية أمريكية، ولدت في 1 مايو 1890 في كانساس سيتي في الولايات المتحدة، وتوفي بنفس المكان في 31 مارس 1950 بسبب اعتلال الكلية.

## وصلات خارجية
- آدا براون على موقع IMDb (الإنجليزية)
- آدا براون على موقع ميوزك برينز (الإنجليزية)
- آدا براون على موقع قاعدة بيانات برودواي على الإنترنت (الإنجليزية)
- آدا براون على موقع ديسكوغز (الإنجليزية)
- آدا براون على موقع قاعدة بيانات الفيلم (الإنجليزية)